# Villanueva del Campillo
Villanueva del Campillo község Spanyolországban, Ávila tartományban. Villanueva del Campillo Bonilla de la Sierra, Cabezas del Villar, Villatoro és Casas del Puerto de Villatoro községekkel határos. Lakosainak száma 101 fő (2024).

## Népesség
A település népessége az utóbbi években az alábbiak szerint változott:
| Lakosok száma | 198  | 175  | 156  | 122  | 120  | 104  | 100  | 101  | 107  | 101  |
|               | 2001 | 2004 | 2006 | 2009 | 2011 | 2014 | 2016 | 2019 | 2021 | 2024 |